# Alkärr, Vanda
Alkärr (finska: Leppäkorpi) är en stadsdel i Vanda stad i landskapet Nyland. 
Alkärr gränsar i väster till Stambanan och stadsdelen Fallbäcken, i söder till Skogsbrinken, i öster till Jokivarsi och i norr till Kervo stad. Genom området går Alkärrsvägen som slutar vid Lahtisvägen. Den småhusbetonade bebyggelsen har koncentrerats till stadsdelens västra del. Planläggningen av området påbörjades på 1940-talet och byggnadstakten var snabb under 1950-talet. Efter en mindre aktiv period av byggande ökade antalet nya hus snabbt igen på 1980-talet, då bland annat tomter delades i två för att ge plats för flera hus. Stadsdelens areal är 2,1 kvadratkilometer. 
I stadsdelens nordöstra hörn finns Alkärret som gett stadsdelen dess namn. I sydväst finns Skogsmossen som är omgärdad av en friluftsled. I korsningen mellan Fallbäcksvägen och Alkärrsvägen finns ett gammalt sandtag som numera fungerar som populärt utomhusbad. Det fanns 132 arbetsplatser i Alkärr år 2001, varav största delen inom förädlings- och tjänstesektorn. 